# Chorvatská liga ledního hokeje 2008/2009
Chorvatská liga ledního hokeje 2008/09 byla osmnáctou sezónou Chorvatské hokejové ligy v Chorvatsku, které se zúčastnily celkem 4 týmy, 3 týmy odehrály základní část, později se připojil tým KHL Sisak. Týmy po skončení základní části postoupily do playoff. Ze soutěže se nesestupovalo.

## Systém soutěže
V základní části každé družstvo odehrálo 4 zápasy (1x venku a 1x doma). Všechny týmy po skončení základní části postoupily do playoff. Semifinále a finále se hrálo na 2 vítězné utkání.

## Základní část
| Vysvětlivka            |
| ---------------------- |
| Postupující do playoff |

| Poř. | Tým                | Z | V | VP | PP | P | VG | OG | B  |
| ---- | ------------------ | - | - | -- | -- | - | -- | -- | -- |
| 1.   | KHL Medveščak      | 4 | 3 | 1  | 0  | 0 | 21 | 11 | 11 |
| 2.   | KHL Mladost Zagreb | 4 | 1 | 0  | 1  | 2 | 14 | 19 | 4  |
| 3.   | KHL Zagreb         | 4 | 1 | 0  | 0  | 3 | 11 | 16 | 3  |

## Playoff

### Pavouk
|  | Semifinále | Semifinále         | Semifinále |  |  | Finále | Finále             | Finále |
|  |            |                    |            |  |  |        |                    |        |
|  | 1          | KHL Medveščak      | 2          |  |  |        |                    |        |
|  | 4          | KHL Sisak          | 0          |  |  |        |                    |        |
|  |            |                    |            |  |  | 1      | KHL Medveščak      | 2      |
|  |            |                    |            |  |  | 3      | KHL Mladost Zagreb | 0      |
|  | 2          | KHL Zagreb         | 0          |  |  |        |                    |        |
|  | 3          | KHL Mladost Zagreb | 2          |  |  |        |                    |        |

### Semifinále
- KHL Medveščak – KHL Sisak 2:0 (28:1,5:0 kontumace)
- KHL Zagreb – KHL Mladost Zagreb 0:2 (4:7,2:7)

### Finále
- KHL Medveščak – KHL Mladost Zagreb 2:0 (13:3,6:1)